# Gypona fumida
Gypona fumida är en insektsart som beskrevs av Delong och Martinson 1972. Gypona fumida ingår i släktet Gypona och familjen dvärgstritar. Inga underarter finns listade i Catalogue of Life.